# Aïn Legraj
Aïn Legraj (em árabe: عين لقراج), também Alegraǧ, é uma comuna localizada na província de Sétif, Argélia. Sua população estimada em 2008 era de 14 668 habitantes.